# ویندوز ۲٫۱
ویندوز ۲٫۱ (به انگلیسی: Windows 2.1x) (همچنین به عنوان ویندوز/۲۸۶ یا ویندوز/۳۸۶ نیز شناخته می‌شود) یک نسخه تاریخی از سیستم‌عامل های رابط کاربر گرافیکی ویندوز است.